# Oliver Scarles
Oliver James Scarles (Londen, 12 december 2005) is een Engels voetballer die doorgaans speelt als linksback. In januari 2023 debuteerde hij voor West Ham United.

## Clubcarrière
Scarles speelde in de jeugdopleiding van West Ham United en verkaste later naar die van Chelsea omdat die club dichter bij zijn familie is. Toen hij elf jaar was mocht hij weer vertrekken bij Chelsea, waarop West Ham United hem terughaalde. Zijn professionele debuut maakte hij op 3 november 2022, in de UEFA Europa Conference League tegen FCSB. Door twee treffers van Pablo Fornals en een eigen doelpunt van Joyskim Dawa won West Ham met 0–3. Scarles begon in de basis en speelde het gehele duel mee. Coach David Moyes noemde zijn prestatie 'exceptioneel goed'.
Een maand na zijn debuut tekende de linksback zijn eerste profcontract bij West Ham. Na zijn debuut moest Scarles een tijdje wachten op zijn volgende optreden. In oktober 2024 werd zijn verbintenis opengebroken en verlengd tot medio 2028. Zijn tweede officiële wedstrijd volgde op 16 december 2024, toen hij zijn Premier League-debuut mocht maken tegen Bournemouth (1–1). Scarles noemde het 'een droom die uitkomt'.

## Clubstatistieken
| Seizoen | Club            | Competitie     | Competitie | Competitie | Beker | Beker | Internationaal | Internationaal | Totaal | Totaal |
| Seizoen | Club            | Competitie     | Wed.       | Dlp.       | Wed.  | Dlp.  | Wed.           | Dlp.           | Wed.   | Dlp.   |
| ------- | --------------- | -------------- | ---------- | ---------- | ----- | ----- | -------------- | -------------- | ------ | ------ |
| 2022/23 | West Ham United | Premier League | 0          | 0          | 0     | 0     | 1              | 0              | 1      | 0      |
| 2023/24 | West Ham United | Premier League | 0          | 0          | 0     | 0     | 0              | 0              | 0      | 0      |
| 2024/25 | West Ham United | Premier League | 10         | 0          | 1     | 0     | —              | —              | 11     | 0      |
| Totaal  | Totaal          | Totaal         | 10         | 0          | 1     | 0     | 1              | 0              | 12     | 0      |

Bijgewerkt op 20 maart 2025.